# Brezovica (Žilina)
Brezovica (in ungherese Berzevice) è un comune della Slovacchia facente parte del distretto di Tvrdošín, nella regione di Žilina.